# Der parfümierte Killer
Der parfümierte Killer (Originaltitel: Railroaded!) ist ein in Schwarzweiß gedrehter US-amerikanischer Film noir von Anthony Mann aus dem Jahr 1947.

## Handlung
Mit Hilfe seiner Geliebten Clara plant der Gangster Duke Martin ein von Clara geleitetes illegales Wettbüro seines Bosses auszurauben. Der fingierte Raub läuft allerdings nicht planmäßig: Martins Komplize Kowalski wird angeschossen und ein Polizist von Martin getötet. Nach der Flucht setzt Martin den schwerverletzten Kowalski samt dem gestohlenen Fluchtwagen vor einer Arztpraxis ab und gibt ihm die Anweisung, der Polizei den Wagenbesitzer Steve Ryan als den Polizistenmörder anzugeben. Nachdem sowohl der sterbende Kowalski als auch Clara den völlig unbeteiligten Ryan als den Täter identifiziert haben, wird dieser verhaftet. 
Ryans Schwester Rosie kann Detective Mickey Ferguson davon überzeugen, dass ihr Bruder unschuldig ist. Getrennt machen sich beide auf die Suche nach dem wahren Täter. Von zwei Seiten in die Enge getrieben, räumt der psychopathische Martin rücksichtslos mehrere Zeugen und Mitwisser aus dem Weg, bis er schließlich von Ferguson gestellt und erschossen wird.

## Hintergrund
Der parfümierte Killer startete am 25. September 1947 in den Kinos der USA.  In Deutschland kam er nicht in die Kinos, sondern lief erstmals am 21. Oktober 1988 im Fernsehen.

## Kritik
„Eine flüchtige Genregeschichte, als Spannungskonzentrat von effektiver Dichte“, befand das Lexikon des internationalen Films.

## Synchronisation
| Rolle                   | Darsteller       | Synchronsprecher      |
| ----------------------- | ---------------- | --------------------- |
| Duke Martin             | John Ireland     | Joachim Höppner       |
| Rosie Ryan              | Sheila Ryan      | Manuela Renard        |
| Sgt. Mickey Ferguson    | Hugh Beaumont    | Klaus Kindler         |
| Clara Calhoun           | Jane Randolph    | Gudrun Vaupel         |
| Steve Ryan              | Ed Kelly         | Matthias von Stegmann |
| Police Capt. MacTaggart | Charles D. Brown | Günther Sauer         |
| Detective Jim Chubb     | Clancy Cooper    | Manfred Erdmann       |
| Marie Weston            | Peggy Converse   | Uschi Wolff           |
| Mrs. Ryan               | Hermine Sterler  | Haide Lorenz          |
| Cowie Kowalski          | Keefe Brasselle  | Ulf Jürgen Wagner     |
| Jackland Ainsworth      | Roy Gordon       | Heinz Engelmann       |
| Mrs. Wills              | Ellen Corby      | Margit Weinert        |
| Burns                   | Kenneth Farrell  | Willy Schäfer         |
| Mrs. Atkins             | Mira McKinney    | Ingrid Capelle        |
| Doc, Polizeikriminologe | Mack Williams    | Franz Rudnick         |
| Wachposten              | Philip Morris    | Werner Abrolat        |

Synchronisiert wurde der Film 1988 von der Horst Geisler Film GmbH in München. Horst Geisler führte sowohl Synchronregie als auch das Dialogbuch. 